# Бук лісовий (1 дерево) № 1
Бук лісовий (1 дерево) № 1 (Затуринський бук лісовий) — ботанічна пам'ятка природи місцевого значення в Україні. Зростає поблизу села Затурин Тернопільського району Тернопільської області, у межах лісового урочища «Завалів». 
Площа — 0,01 га. Оголошено об'єктом природно-заповідного фонду рішенням Тернопільської обласної ради від 25 квітня 1996 року № 90. Перебуває у віданні ДП «Бережанське лісомисливське господарство» (Завалівське лісництво, кв. 40, вид. 9). 
Під охороною — плюсове (елітне) дерево бука лісового віком понад 105 р., діаметром 62 см і заввишки 40 м. Характерний високою якістю стовбура та інтенсивністю росту (висота на 10 % і діаметр на 30 % перевищує показники насаджень). Служить насінною базою для заготівлі живців і насіння. Одна з основних лісотвірних порід області.